# Грач Леонід Іванович
Леоні́д Іва́нович Гра́ч (нар. 1 січня 1948, с. Бродецьке, Вінницька область, Українська РСР, СРСР) — український проросійський політик-комуніст, колишній Голова Верховної Ради Автономної Республіки Крим та народний депутат України трьох скликань.
Після анексії Криму змінив громадянство на російське. З 2014 — член Комуністів Росії.

## Освіта
Випускник Кубанського університету (1973—1979, правник) і Вищої партійної школи при ЦК КПУ (1983—1985, політолог). Доктор історичних наук: кандидатська дисертація «Партійне керівництво ідейно-теоретичним загартуванням господарських кадрів 1981-85 (на матеріалах Компартії України)» (1986); докторська дисертація «Методологічні основи ідеологічних наслідків рішень, що приймаються господарськими керівниками» (1991, Вища партійна школа).

## Трудова діяльність
1964—1966 — учень Житомирського ПТУ-5.
08.1966-07.1967 — столяр Житомирського педагогічного інституту.
11.1967-11.1969 — служба в армії, Севастополь.
12.1969-04.1970 — секретар комсомольської організації ДПТУ № 6, Дніпро.
05.-06.1970 — секретар комітету комсомолу ДПТУ № 6, Керч.
06.1970-04.1972 — інструктор ідеологічного відділу Керченського міськкому ЛКСМУ.
04.1972-11.1974 — секретар комсомольської організації
11.1974-03.1980 — голова профкому рибопромислового ВО «Керчрибпром».
03.1980-01.1984 — інструктор, заступник завідувача відділу — завідувач сектору, 01.1984-12.1988 — завідувач відділу пропаганди і агітації, 12.1988-10.1990 — секретар, 10.1990-04.1991 — другий секретар, 04.-05.1991 — перший секретар Кримського обкому КПУ.
05.-12.1991 — перший секретар Кримського республіканського комітету КПУ.
З 05.1992 — голова Союзу комуністів Криму.
09.1993—12.2010 — перший секретар Кримського республіканського комітету КПУ.
14.05.1998-04.2002 — Голова Верховної Ради Автономної Республіки Крим.
02.2011-06.2012 — голова Ради Комуністичної партії робітників і селян
2012—2014 — член і голова Комуністичної партії робітників і селян (2012—2013), Комуністичної марксистсько-ленінської партії України (2013—2014).
Член КПРС (до 1991). Член Комуністичної партії Криму (1992—1993) і Комуністичної партії України (1997—2009). Член президії ЦК КПУ (06.1993-02.2008).
Депутат Верховної Ради Автономної Республіки Крим 3-х скликань.
Очолював розробку і прийняття проекту Конституції Автономної Республіки Крим (затверджена Верховною Радою України).
Член Державної комісії з проведення в Україні адміністративної реформи (01.1999-07.2001).
Член Воєнно-наукового товариства (1996). Дійсний член Міжнародної кадрової академії (1999), Кримської академії наук (2000).
Військове звання — полковник.
Державний службовець 1-го рангу (08.1999).
Автор понад 100 публікацій, зокрема монографії, 7 книг.[джерело?]
Володіє німецькою мовою.

## Парламентська діяльність
Обраний Народний депутат України 3-го скликання 03.1998 від КПУ, № 16 в списку. На час виборів: перший секретар Кримського республіканського комітету КПУ. Зняв кандидатуру.
Народний депутат України 4-го скликання 04.2002-04.2006 від КПУ, № 11 в списку. На час виборів: Голова Верхової Ради Автономної Республіки Крим, член КПУ. Член фракції комуністів (з 05.2002); член Комітету з питань боротьби з організованою злочинністю і корупцією (з 06.2002).
Народний депутат України 5-го скликання 04.2006-11.2007 від КПУ, № 19 в списку. На час виборів: народний депутат України, член КПУ. Член фракції КПУ (з 04.2006); голова Комітету з питань прав людини, національних меншин і міжнаціональних відносин (з 07.2006).
Народний депутат України 6-го скликання 11.2007-12.2012 від КПУ, № 21 в списку. На час виборів: народний депутат України, член КПУ. Член фракції КПУ (11.2007-12.2010); член Комітету з питань правосуддя (з 12.2007).
За інформацією руху «Чесно» протягом 2011 року народний депутат Грач Леонід Іванович був членом Комітету з питань правосуддя. Згідно з даними протоколів засідань, упродовж 2011 року було проведено 17 засідань Комітету. Грач Леонід Іванович був присутній на 12 засіданнях Комітету, тобто на 71 % всіх засідань Комітету проведених у 2011 році.

## Родина
Українець. Батько Іван Юхимович (1924—2008 або 2009) — пенсіонер; мати Євгенія Павлівна (1924—1986). Дружина: Валентина Михайлівна (1946) — педагог. Діти: дочка Тетяна (1971) — педагог; син Олексій (1978) — студент.

## Нагороди та відзнаки

### Україна
- Медаль «За досягнення в науці» (1999, Міжнародна кадрова академія)
- Орден «За розвиток науки та освіти» (05.2000, Міжнародна кадрова академія)
- Медаль «За доблесну працю. В ознаменування 100-річчя з дня народження В. І. Леніна» (1970)
- Почесна Грамота Президії ВР УРСР (1988)
- Почесна грамота Президії НАН України (1999)
- «Орден князя Ярослава Мудрого» V ступеня (03.1999)[6]
- Нагорода «Кришталевий євроглобус» (1999, Європейський міжнародний економічний інститут)
- Заслужений юрист України (03.2000)[7]
- Нагороди Міжнародного відкритого рейтингу популярності та якості «Золота фортуна»:
  - «Кришталевий ріг достатку» (1998),
  - «Кришталевий меч» (2000),
  - Орден «За трудові досягнення» IV ступеня (04.2001)
- Почесний громадянин міста Керч.